# Ammannia baccifera
Ammannia baccifera är en fackelblomsväxtart som beskrevs av Carl von Linné. Ammannia baccifera ingår i släktet Ammannia och familjen fackelblomsväxter. IUCN kategoriserar arten globalt som livskraftig. Inga underarter finns listade i Catalogue of Life.

## Bildgalleri

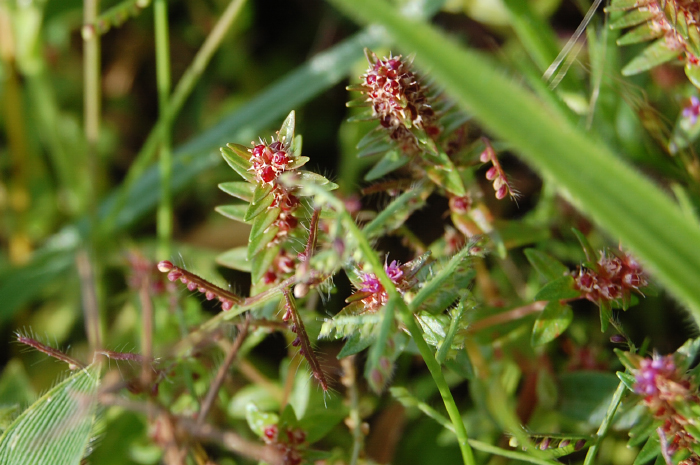
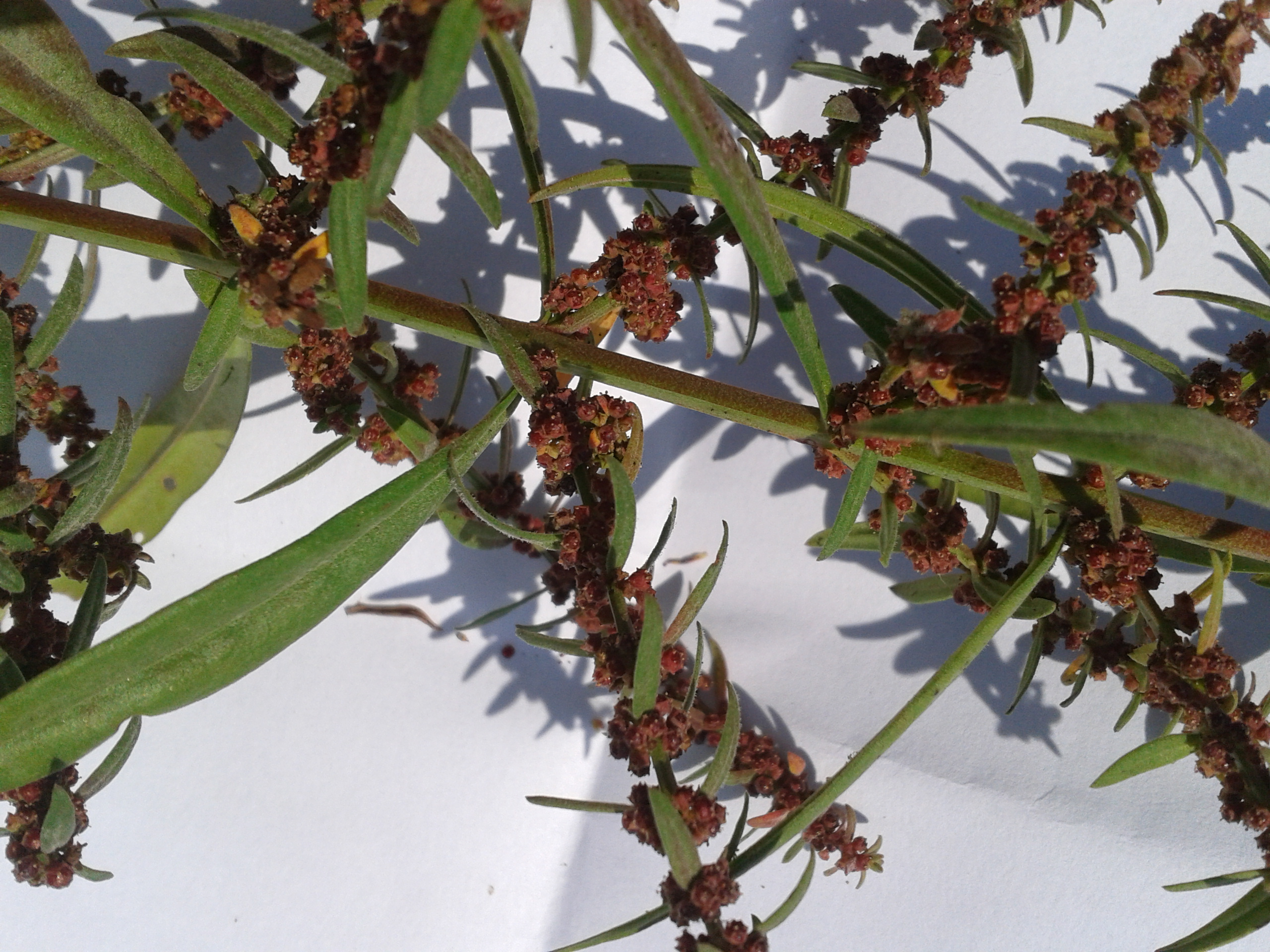
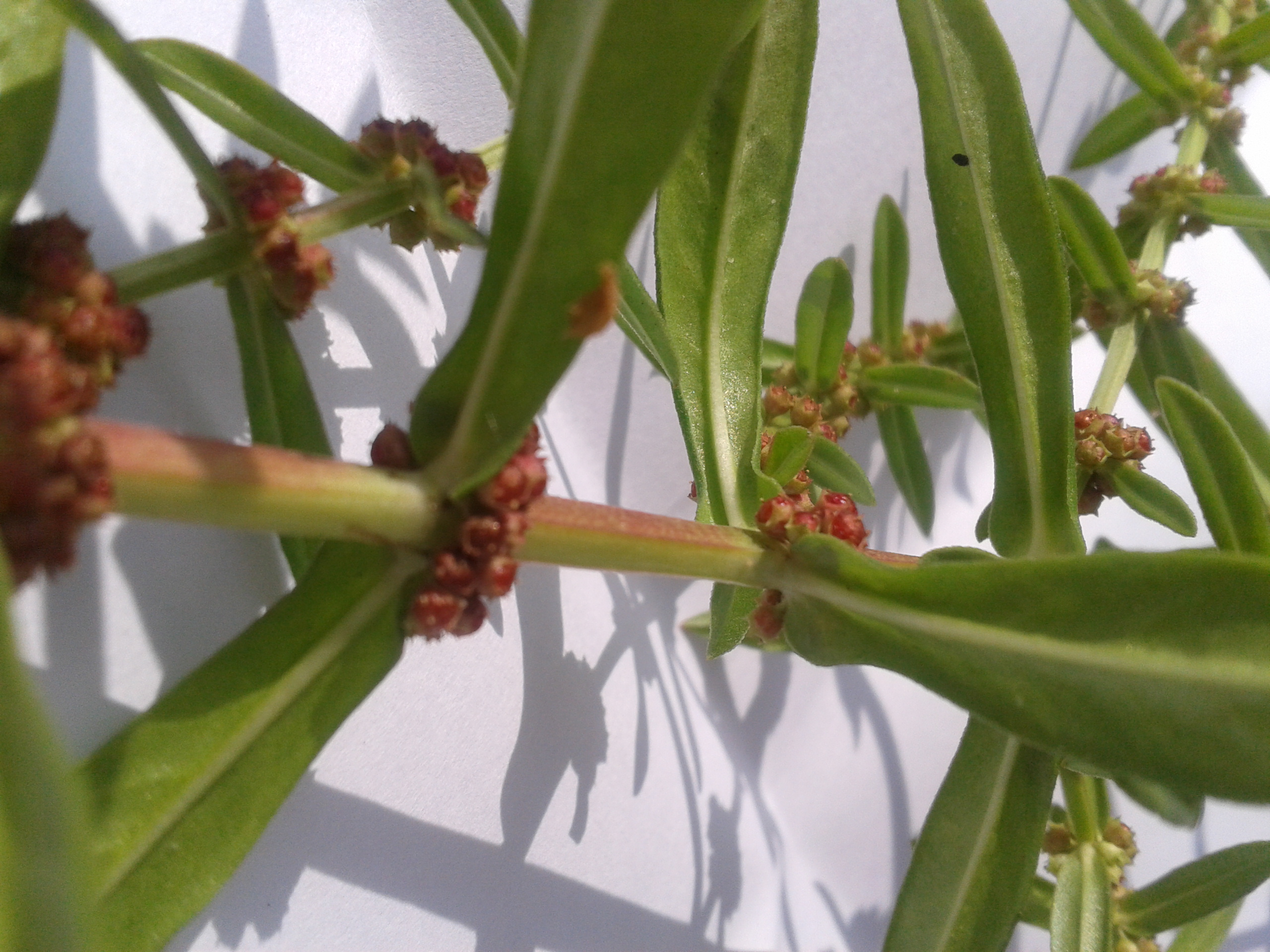
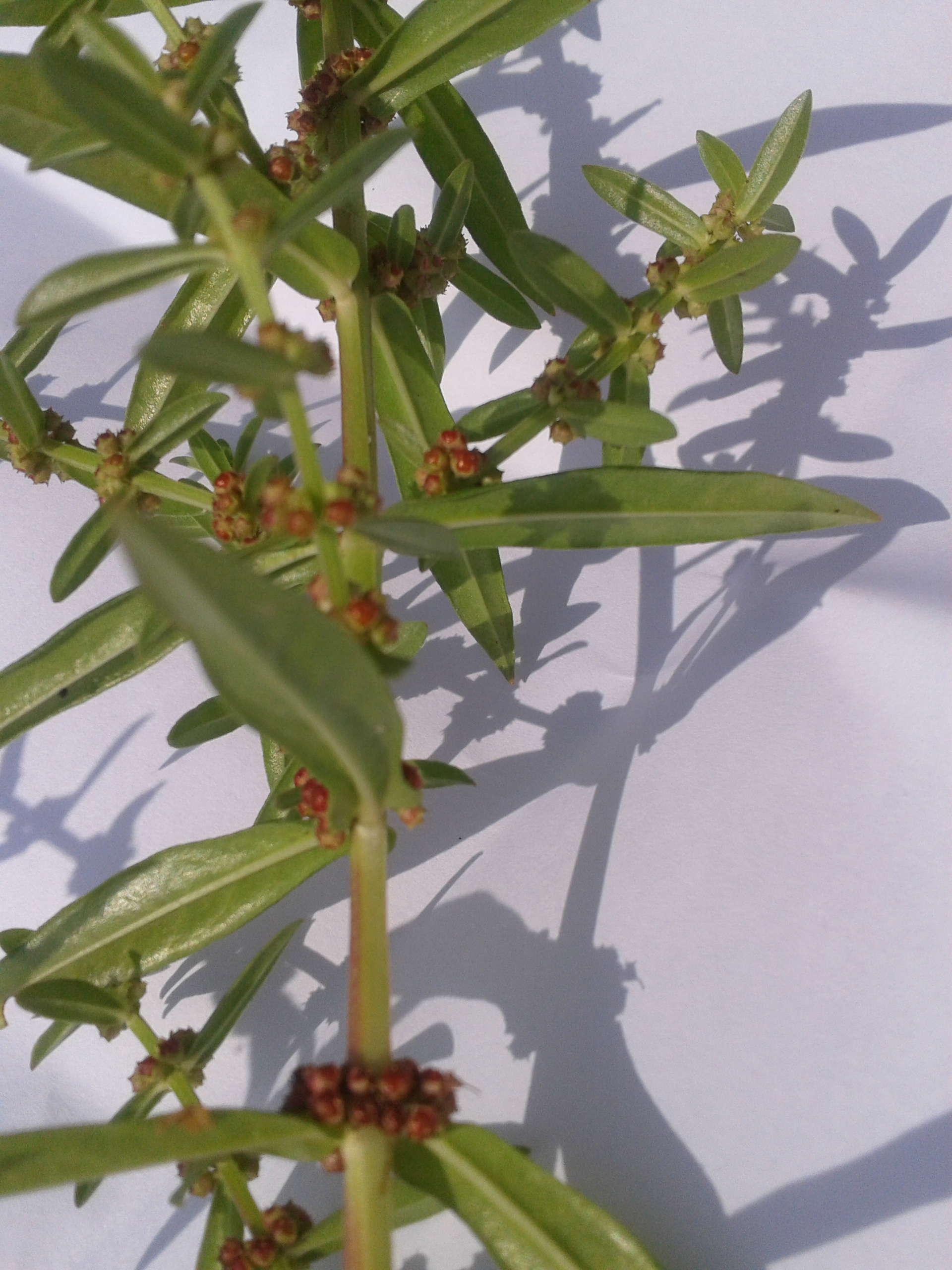